# FixFoto
FixFoto ist ein Bildbearbeitungsprogramm von Joachim Koopmann, das auf Sharewarebasis vertrieben wird.
Der Schwerpunkt des Programms liegt auf der einfach zu handhabenden Optimierung von Digitalfotos. Wichtiges Element ist eine Stapelverarbeitung, die es erlaubt, große Mengen von Fotos schnell und gezielt zu bearbeiten.
Die grafische oder künstlerische Aufbereitung und Manipulation mit Malwerkzeugen und Effekten steht bei diesem Programm eher im Hintergrund. FixFoto ist deshalb in dieser Hinsicht nicht als Konkurrenz zu Programmen wie Photoshop, PhotoPaint oder GIMP, sondern eher als Ergänzung zu diesen zu sehen.
Neben den üblichen Werkzeugen wie Bilder aufhellen, Kontrast einstellen, Zuschneiden etc. können z. B. Gutachter mit Hilfe von FixFoto anhand von Bildern Vermessungen vornehmen.
Als kostenpflichtige Erweiterung enthält FixFoto den sogenannten Photoshifter zur Entfernung stürzender Linien. Weitere benötigte, aber nicht vorhandene Funktionen können per Skriptprogrammierung oder als Plug-in nachgerüstet werden.

## Rezeption
Chip Online bewertete FixFoto im Juli 2002 als „äußerst nützliches Shareware-Tool für alle Digitalfotografen.“ Die PC-Welt kam im September 2002 in Bezug auf Fix Foto 2.61 zum Fazit: „Angesehen von kleinen Mängeln, ist Fix Foto 2.61 ein brauchbares Programm zur Foto-Nachbearbeitung.“ WinFuture äußerte Ende Mai 2004 zur Version 2.75: „Dieses Tool ist ein starkes Grafik-Programm, speziell um Bilder von Ihrer DigiCam zu bearbeiten, verändern, optimieren und vieles mehr - und das zu einem fairen Preis!“ Andreas Donath von Golem.de testete die Version 3 im Juli 2009 und kam zum Urteil: „Verbessert wurde vor allem die Verarbeitung von Digitalkamera-Rohdaten, die beim Import schon bearbeitet werden können. … Das Benutzerinferface von FixFoto weicht stark von den üblichen Gepflogenheiten von Windows-Programmen ab und erfordert einige Einarbeitungszeit. Nicht immer reagiert die Oberfläche prompt.“  Die Version 3 der Shareware FixFoto wurde in der Computerzeitschrift c’t 21/2009 getestet. Es wurde positiv bewertet, dass „Programmautor Joachim Koopmann erfrischend neue Wege, seine Software den Bedürfnissen von Fotografen anzupassen“, finde. PC Magazin beschrieb FixFoto 3.5 Ende November 2014 als „einfache Bildbearbeitung für Digitalkamera-Fotografen“. Chip Online schrieb über die Ende November 2014 erschienenen Version 3.5: „FixFoto ist eine Shareware-Bildbearbeitung, die mit einem großen Funktionsumfang aufwartet.“